# Осада Чернигова (1633)
Осада Чернигова — попытка вернуть Чернигов, предпринятая российской стороной в 1633 году во время Смоленской войны.
Северская земля, ранее принадлежавшая Российскому царству, отошла к Речи Посполитой по Деулинскому перемирию 1618 года. В начале Смоленской войны русское правительство снарядило военный поход «на Северу» с целью возвращения утраченных городов. Поздней осенью 1632 года и зимой 1633 года были взяты Новгород-Северский, Трубчевск, Почеп и Стародуб. Летом, чтобы отвлечь казаков и магнатов от похода к Смоленску на помощь осаждавшему город королю Владиславу IV, был предпринят поход под Чернигов, хотя отряд для взятия города был явно малочислен. Он состоял из не более чем 800 ратных людей под началом воеводы Григория Алябьева. 18 августа он выдвинулся из Новгорода-Северского.
Алябьев сделал ставку на мобильность и не взял с собой осадной артиллерии. Это было обусловлено расположением Чернигова относительно в глубине территории Речи Посполитой и недалеко от Киева, что не позволяло взять город в долгую осаду. Молниеносным приступом отряд Алябьева взял Мену, пленив значительную часть гарнизона, включая урядника Федота Исупова. Так как к Чернигову шли наспех, все пленные были казнены. Переправившись через реку Сновь и подойдя к Чернигову, отряд уничтожил острожек Слабин и стал лагерем у Елецкого Успенского монастыря. Чтобы затруднить появление подкреплений из-под Киева, конные отряды Алябьева уничтожили переправы через Десну, также были разорены окрестности Любеча и Остра.
Судя по реляции Адама Киселя польскому королю, первый штурм Чернигова произошёл в ночь с 22 на 23 августа. Перед этим защитники города сами сожгли посад. Штурм оказался неудачным. По данным Киселя, русские потеряли 30 человек и отступили в свой лагерь. В следующую ночь был предпринят штурм Лоевских ворот, но и он был отбит. После этого осаждённые послали к Адаму Киселю гонца, шляхтича Крыницкого с просьбой прислать военную помощь. Тем временем, на военном совете в лагере Алябьева было решено предпринять третий последний штурм всеми силами, однако ему не было суждено осуществиться. Поп из села Копачово, родом московский человек, предупредил русских воинов о подходе крупного войска Адама Киселя. Поскольку небольшие отряды поляков и казаков уже были замечены у Слабинского перевоза, а также близ самого Чернигова, Алябьев расценил это как подтверждение слов попа и принял решение прервать осаду. В ночь на 24 августа русская рать ушла в сторону Новгорода-Северского.
Гарнизон Чернигова всерьёз опасался повторного нападения и настоятельно запрашивал подкреплений, которые вскоре подошли. Однако Алябьев и воевода Фёдор Бутурлин вскоре предприняли успешный поход на Миргород. Затем, в связи с ухудшением обстановки при осаде Смоленска, они были отозваны с Северщины.